# Bahnstrecke Jularbo–Månsbo
| Streckenlänge: | 4,2 km               |                                                 |                                                 |
| Spurweite: | 1435 mm (Normalspur) |                                                 |                                                 |
| |                      |                                                 |                                                 |
| \| \| \| Godsstråket genom Bergslagen von Storvik \| \| \| \| 0,0 \| Jularbo (1. Okt. 1876–1. Jan. 1985) \| 75 m ö.h. \| \| \| \| Godsstråket genom Bergslagen nach Avesta Krylbo \| \| \| \| 0,6 \| Stora Enso \| Stora Enso \| \| \| 3,8 \| Grusgrop \| Grusgrop \| \| \| 4,2 \| Månsbo \| Månsbo \| \| \| \| \| \| \| Quellen: [1] \| \| \| \| |                      |                                                 |                                                 |
| Strecke |                      | Godsstråket genom Bergslagen von Storvik        | Godsstråket genom Bergslagen von Storvik        |
| Bahnhof | 0,0                  | Jularbo (1. Okt. 1876–1. Jan. 1985)             | 75 m ö.h.                                       |
| Abzweig geradeaus und nach links |                      | Godsstråket genom Bergslagen nach Avesta Krylbo | Godsstråket genom Bergslagen nach Avesta Krylbo |
| Abzweig ehemals geradeaus und nach links | 0,6                  | Stora Enso                                      | Stora Enso                                      |
| Blockstelle (Strecke außer Betrieb) | 3,8                  | Grusgrop                                        | Grusgrop                                        |
| Kopfbahnhof Streckenende (Strecke außer Betrieb) | 4,2                  | Månsbo                                          | Månsbo                                          |
| |                      |                                                 |                                                 |
| Quellen: |                      |                                                 |                                                 |

Die Bahnstrecke Jularbo–Månsbo war eine 4,8 km lange normalspurige Eisenbahnstrecke in Schweden. Sie verband Jularbo und Månsbo in der Gemeinde Avesta vom Bahnhof Jularbo an der damaligen Norra stambana (der heutigen Godsstråket genom Bergslagen) bis zum Industriegebiet Månsbo der Stadt Avesta auf der Nordseite des Dalälven.

## Månsbo järnvägs AB
Die Konzession für die Strecke wurde am 5. Mai 1908 an eine Einzelperson erteilt und am 15. Mai an die Månsbo Järnvägs AB mit Sitz in Stockholm übertragen.

## Jularbo-Månsbo Järnväg
Jularbo-Månsbo Järnväg (JMJ) wurde 1919 von Månsbo Järnvägs AB gegründet. Diese war eine 1916 gegründete Tochtergesellschaft von Alby Klorat, eine Chlor- und Phosphorfabrik, die die Strecke für ihre Gütertransporte von der Fabrik in Månsbo benötigte. Gränges Aluminium, ein Aliuminiumhersteller, nutzte ebenfalls diese Strecke, die am 4. Februar 1919 für den Güterverkehr eröffnet wurde.
Am 13. Juni 1920 wurde der öffentliche Personenverkehr aufgenommen. Zu Beginn fuhr nur werktags ein Zug in jede Richtung, ab Månsbo um 11 Uhr und ab Jularbo um 12:50 Uhr. Ende 1922 beliefen sich die gebuchten Bau- und Lagerkosten auf 774.417 Kronen. Das Grundkapital betrug gleichzeitig 200.000 Kronen. Mit behördlicher Genehmigung wurde der Verkehr am 24. Dezember 1922 für ein Jahr eingestellt.
Am 12. Dezember 1925 wurden die Werke in Månsbo mit der Tochtergesellschaft Månsbo Järnvägs AB über Alby Nya Kloratfabriksaktiebolag für eine Summe von 3,9 Mio. Kronen an Svenska Tändsticks AB verkauft. Der Personenverkehr wurde um 1925 vollständig eingestellt. Der Güterverkehr ruhte in der Zeit vom 14. Januar 1938 bis 1. Januar 1943.
1976 fuhren werktags zwei Güterzugpaare. Am 20. September 1977 fand die letzte reguläre Fahrt mit Dampflokomotiven in Schweden statt, der Zug wurde von der SJ J 1298 geführt. Die Strecke wurde am 1. Juli 1981 stillgelegt und 1982 abgerissen. Die Konzession wurde am 18. November 1982 aufgehoben.
Alle bei JMJ eingesetzten Lokomotiven wurden aus Kostengründen gebraucht von anderen Bahngesellschaften zugekauft.